# Aad van der Naad
Aad van der Naad was een typetje gespeeld door Wim de Bie dat voorkwam in het programma Keek op de week in het seizoen 1990-1991 van het duo Van Kooten en De Bie.
Het personage Van der Naad was vakbondsbestuurder en politiek verslaggever en was de opvolger van Louc Hobbema in de rubriek Kijk op het rijk. De rubriek kreeg een nieuwe naam, namelijk Stand van de staat, maar in 1991 kreeg het weer de oorspronkelijke naam Kijk op het rijk.
Van der Naad was een persiflage op Jaap van de Scheur, destijds voorzitter van de ABVAKABO. Hij had een rauwe stem met plat Haags accent, wit haar, een hangsnor, droeg vaak een spijkerjack of leren jasje met een stropdas, en draaide altijd shag tijdens de uitzending. Hij stak zijn mening niet onder stoelen of banken en om die reden werd hij tot tweemaal toe geschorst waarbij De Bie de presentatie tijdelijk overnam. Een vaste rubriek in Kijk op het rijk was Aad geeft raad, waarbij hij buurtgenoten advies gaf, bijvoorbeeld zijn buurman over budgetten voor gehandicapten terwijl deze helemaal niet gehandicapt was.
Van der Naad presenteerde maar één seizoen, maar kwam eenmaligin 1992 en 1995 (Deksel van de desk) nog terug in een uitzending voor een commentaar op een politieke kwestie. Hij was al sinds 1962 lid van de PvdA, maar in de laatste jaren begon hij te twijfelen gezien de koers van de partij in het paars kabinet en wist niet meer op welke partij hij moest stemmen.